# Kateřina Šédová
Kateřina Šédová (dříve Vacková, * 2. dubna 1991 Most) je česká lékařka, zakladatelka neziskové organizace Loono. V roce 2016 byla zařazena časopisem Forbes do žebříčku 30 pod 30.

## Život
Kateřina Vacková vystudovala 1. lékařskou fakultu Univerzity Karlovy v Praze. Během studia stážovala ve Vídni, Portu, i na Harvard Medical School. Po vlastní zkušenosti s rakovinou vaječníků založila ve svých 22 letech neziskovou organizaci Loono, která se věnuje prevenci a učí veřejnost jak předcházet a včas odhalit rakovinu, kardiovaskulární onemocnění a jiné závažné choroby. V současné době pracuje Kateřina jako lékařka na Interním oddělení Fakultní nemocnice na Bulovce.

## Vzdělání
- 2002–2010: Podkrušnohorské gymnázium v Mostě
- 2010–2017: 1. lékařská fakulta Univerzity Karlovy v Praze: doktor všeobecné medicíny (MUDr.), obor: všeobecné lékařství
- 2014–2016: Gynekologicko porodnická klinika 1. LF UK a VFN, sloužení víkendových a nočních služeb na porodnici U Apolináře
- 2016 Medizinische Universität Wien: doktor všeobecné medicíny (MUDr.), stáž v rámci programu Erasmus, obor: gynekologie a porodnictví
- 2016: Universidade do Porto, stáž v rámci programu Erasmus, obor: gynekologie a porodnictví.
- 2017 Harvard Medical School: doktor všeobecné medicíny (MUDr.), Exchange Clerkship Program, obor: preventivní medicína a jiné

## Loono
Kateřina založila Loono v roce 2014. Od té doby se k ní přidalo více než 150 lékařů, studentů medicíny a dalších profesionálů, kteří společně v oblasti prevence vyškolili více než 150 000 lidí. Na padesát z nich si dosud odhalilo rakovinu či jiné závažné onemocnění v časném stádiu, tisíce pak dali vědět, že díky Loono začali navštěvovat preventivní programy.
Kampaně
Prevence onkologických onemocnění: Sahám si na ně každý měsíc (oficiální hashtag #prsakoule)
Prevence kardiovaskulárních onemocnění: Žiješ srdcem (oficiální hashtag #zijessrdcem)
Prevence onemocnění reprodukčních orgánů: Dole dobrý (oficiální hashtag #doledobry)
Prevence duševních onemocnění: Dobré nitro (oficiální hashtag #dobrenitro)
Loono se kromě čtyř celonárodních kampaní věnuje také dalším tématům, mezi nimi např. tématu imunity, ženského zdraví, mužského zdraví či cukrovky a jiným civilizačním onemocněním.
Aktivity
Loono pořádá vzdělávací workshopy a webináře ve školách, firmách, kulturních centrech a na festivalech.
Je však také velice aktivní na sociálních sítích, kde má více než 70 000 fanoušků. Sledovat ho můžete na Facebooku, Instagramu, LinkedIn či Twitteru. Vydává i vlastní autorský podcast - o zdraví, prevenci a inovacích v medicíně, který je k poslechu na všech podcastových platformách (Spotify, Apple Podcast).
Loono je tu i pro lékaře a jiné zdravotníky. Už třetím rokem totiž dodává edukační brožury, plakáty a videa do ordinací a čekáren lékařů a nemocnic po celé České republice. Zhlédnout tak můžete videa o preventivních screeningových programech rakoviny, prevenci cukrovky a infarktu či si pročíst plakát a brožuru o prevenci neplodnosti či duševních chorob.
Loono nezahálí ani s nejnovějšími trendy, proto se pustilo ve spolupráci s Česko digital do vývoje edukační aplikace. Ta provede své uživatele kompletním přehledem preventivních programů a prohlídek a bude mu je pravidelně připomínat. Naučí ho ale také, jak vážným onemocněním předcházet a jak je však rozpoznat u sebe nebo někoho v okolí.
V roce 2020 odstoupila Kateřina z role exekutivní ředitelky, aby se mohla naplno věnovat práci lékařky a v Loono se dále věnuje především strategickému směřování organizace, fundraisingu a odborné záštitě organizace. Ředitelkou Loono je od roku 2022 Veronika Feňuš.

## Rozvojové programy
Kateřina se taktéž účastnila mnoha leadershipových a mentoringových programů, mezi nimi např.:
- The Young Transatlantic Innovation Leaders Initiative - V rámci programu YTILI se každý rok sejde 70 evropských leaderů pod 35 let s cílem posílit své byznysy a navázat transatlantickou spolupráci v rámci naplňování German Marshallova plánu. Vybraní fellows pak na naplnění svých cílů pracují s americkými mentory ať už online či osobně v rámci dvoutýdenní návštěvy Spojených států.
- MyOdyssey Mentoring - V rámci mentoringu MyOdyssey pracovala Kateřina s mentorkou Barborou Chuecos především na profesionalizaci Loono a své přihlášce na Harvard Medical School.
- Equilibrium Mentoring Britské obchodní komory - Do Mentoringu Equilibrium byla Kateřina vybrána pro své ambice kultivovat české neziskové prostředí i rozvíjet Loono za hranicemi. Dostala tak šanci pracovat s mentorkou Emilií Mamajovou na strategickém rozvoji své organizace i českého neziskového ekosystému.
- Aspen Young Leaders Program - Každý rok vybere Aspen Institute Central Europe 30 mladých leaderů z oblasti byznysu, kultury i veřejné sféry, kteří společně stráví 4 dny plné přednášek a diskuzí. Po skončení programu se pak mohou dále setkávat v rámci Alumni konferencí, panelových diskuzí aj.

Kateřina je pak také sama mentorkou v programu FemmePalette, který sdružuje ženy za účelem networkingu a kariérního rozvoje. Kateřininou úlohou jako mentora je v rámci šestiměsíčního programu pomoci ženám zlepšit jejich leadershipové dovednosti či založit vlastní podnikání.

## Lékařská kariéra
Kateřina v současné době působí jako lékařka na Interním oddělení Fakultní nemocnice na Bulovce, kde se pečuje o pacienty se širokým spektrem interních diagnóz (od srdečních a plicních chorob, přes cukrovku a zažívací obtíže až po onkologická a autoimunitní onemocnění aj.), ošetřuje pacienty na akutní interní ambulanci v rámci denních i nočních služeb a úzce spolupracuje s lékaři a zdravotnickými pracovníky jiných klinik FNB či vzdálených pracovišť.

## Ocenění
Za svoji práci obdržela Kateřina ocenění za sociální inovaci SozialMarie, byla vybrána do žebříčku Češi roku 2016 Mladé fronty a do žebříčku mladých leaderů Forbes Česko 30pod30.
V roce 2024 byla oceněna medailí Za zásluhy I. stupně, za zásluhy v oblasti vědy.